# Juan-Ramón Capella Hernández
Juan-Ramón Capella (Barcelona, 1939 - Barcelona, 23 de enero de 2024) fue un militante antifranquista, filósofo y profesor universitario español. Trabajó de catedrático de Filosofía del Derecho, Moral y Política de la Universidad de Barcelona. Es considerado uno de los pensadores sociales clave de finales del siglo XX y principios del XXI, en España y en particular en Cataluña, donde se concentró gran parte de su actividad.

## Biografía
Militancia
Durante la dictadura de Francisco Franco, se comprometió en la lucha contra la opresión ejercida por el régimen junto con su maestro Manuel Sacristán, y sus compañeros Francisco Fernández Buey, Joaquim Sempere y Manuel Vázquez Montalbán, como miembro clandestino del Partido Comunista, en particular de su sección catalana. También  participó en la creación del Sindicato Democrático de Estudiantes de Barcelona (SDEUB) y en la organización de la Capuchinada. Esas actividades le llevaron a ser expulsado de la universidad.
Filosofía
Perteneciente al círculo de Manuel Sacristán, introdujo en la filosofía jurídica española tanto la filosofía analítica (con El derecho como lenguaje, Ariel, Barcelona, 1968) como un filosofar de matriz "marxiana" (entre otros, con Materiales para una crítica de la filosofía del Estado, Fontanella, Barcelona, 1976; Entre sueños, Icaria, Barcelona, 1985; Los ciudadanos siervos, Trotta, Madrid, 1993; Grandes esperanzas, Trotta, Madrid, 1996; Entrada en la barbarie, Trotta, Madrid, 2007). Su pensamiento es analítico y crítico. En el ámbito de la filosofía política desarrolla un trabajo de desvelamiento de la naturaleza, las funciones y las manifestaciones ideológicas del Estado y del Poder, así como de las consecuencias jurídicas, políticas y sociales de la globalización. 
Como filósofo del derecho desarrolló un tratamiento histórico-crítico de los conceptos jurídicos básicos en sus obras Fruta Prohibida, Trotta, Madrid, 2008 y Elementos de análisis jurídico, Trotta, Madrid, 1999. Por otra parte escribió páginas con fuerte acento literario en la biografía de Manuel Sacristán, La práctica de Manuel Sacristán, Trotta, Madrid, 2005, o en sus memorias bajo el franquismo, Sin Ítaca. Memorias 1940-1975, Trotta, Madrid, 2011. Formó parte de la redacción de la revista mientras tanto desde su fundación, siendo uno de sus principales impulsores hasta su muerte en enero de 2024. Mostraron sus intereses culturales sus traducciones de Gramsci, Russell, Marcuse, Goldmann, Geymonat, Deutscher, Nadeau, Le Corbusier, P.P. Pasolini, Simone Weil, C.B. MacPherson, Rosa Rossi, C. Castoriadis, F. Ciaramelli y muchos otros autores, entre ellos, publicados por Editorial Trotta.